# 끄롱낭현
끄롱낭현(베트남어: Huyện Krông Năng)은 베트남 중부 고원 지방 닥락성의 현이다.

## 행정 구역
끄롱낭현은 1시진, 11사를 관할하고 있다.

### 시진
- 끄롱낭 시진 (Thị trấn Krông Năng)

### 사
- 끄끌롱 사 (Xã Cư Klông)
- 즐리에여 사 (Xã Dliê Ya)
- 애아자흐 사 (Xã Ea Dăh, 亞然社)
- 애아호 사 (Xã Ea Hồ, 亞胡社)
- 애아뿍 사 (Xã Ea Puk, 亞浦社)
- 애아땀 사 (Xã Ea Tam, 亞丹社)
- 애아떤 사 (Xã Ea Tân, 亞新社)
- 애아또 사 (Xã Ea Tóh, 亞多社)
- 풀록 사 (Xã Phú Lộc, 富祿社)
- 푸쑤언 사 (Xã Phú Xuân, 富春社)
- 땀장 사 (Xã Tam Giang, 三江社)